# Курилов, Владимир Викторович
Владимир Викторович Курилов (23 июля 1927, Херсон, Херсонский округ, Украинская ССР — 06 января 2004, Чимишлия, Молдавская ССР) — председатель межколхозного производственного объединения по откорму свиней Чимишлийского района, Молдавская ССР. Герой Социалистического Труда (1973).

## Биография
Родился в 1927 году в семье служащего в Херсоне Херсонского округа. В 1948 году окончил зоотехнический факультет Херсонского сельскохозяйственного института имени А. Д. Цюрупы. Трудился в сельском хозяйстве Молдавской ССР.
С 1966 года — директор Чимишлийского районного объединения «Межколхозоткорм». Занимался развитием производства. По инициативе на производстве внедрялись новые технологии по производству кормов и сельскохозяйственных продуктов. За высокие трудовые показатели по итогам работы предприятия в годы Восьмой пятилетки (1966—1970) был награждён Орденом Ленина. Член КПСС.
В зимний период 1972—1973 годов предприятие перевыполнило план по откорму свиней, досрочно выполнил коллективное социалистическое обязательство и плановые задания второго года Девятой пятилетки (1971—1975). Среднесуточный привес по итогам работы в 1972 году составил 622 грамм на каждую голову. Указом Президиума Верховного Совета СССР от 6 сентября 1973 года удостоен звания Героя Социалистического Труда за «большие успехи, досигнутые во Всесоюзном социалистическом соревновании, и проявленную трудовую доблесть в выполнении принятых обязательств по увеличению производства и заготовок продуктов животноводства в зимний период 1972—1973 годов» с вручением ордена Ленина и золотой медали «Серп и Молот» (№ 15307).
С 1973 года — председатель производственного объединения «Колхозживпром», с 1978 года — председатель Чимишлийского межхозяйственного предприятия «Птицепром», с 1979 года — директор Абаклийского племптицесовхоза научно-производственного объединения «Молдптицепром» Бессарабского района.
Избирался членом Чимишлийского, Бессарабского райкомов партии, депутатом Чимишлийского, Бессарабского районных Советов депутатов трудящихся, в 1976 году — делегатом XIV съезда Компартии Молдавии.
С 1988 года — персональный пенсионер союзного значения. Проживал в Молдавской ССР, Чимишлия. .
Награды
- Герой Социалистического Труда
- Орден Ленина — дважды (08.04.1971; 1973)
- Орден Дружбы народов (16.03.1981)
- Медаль «За трудовую доблесть» (22.03.1966)
- Почётная Грамота Президиума Верховного Совета Молдавской ССР (1972)
- Заслуженный зоотехник Молдавской ССР (1973).